# Emanoil Ion Florescu
Emanoil Ion Florescu (né le 7 août 1819 à Râmnicu Vâlcea et mort le 21 mai 1893 à Paris 7e) est un militaire et homme d'État roumain. Il est président du Conseil des ministres du royaume de Roumanie à deux reprises, en 1876 et de février 1891 à décembre 1891.

## Biographie
Il suit une instruction militaire à l'École spéciale militaire de Saint-Cyr à Paris. Il participe à la Guerre de Crimée en 1854 puis sert dans l'armée impériale russe avec le grade de colonel. Il est ministre de l'armement à trois reprises  (1859-1960, 1862-1863, 1871-1876), chef d'état-major de l'armée roumaine de mai à août 1860 et d'avril 1864 à mai 1866. Il est nommé une première fois président du Conseil des ministres du royaume de Roumanie le 17 avril 1876 jusqu'au 6 mai 1876 et pour un second mandat du 2 mars 1891 au 29 décembre 1891.